# 박홍열
박홍열(朴洪烈, 1959년 4월 30일 ~ )은 대한민국의 제12대 경상북도의원이었다.

## 학력
- 영양국민학교 58회 졸업
- 영양중학교 26회 졸업
- 영양고등학교 22회 졸업
- 한국방송통신대학교 졸업
- 경북대학교 행정대학원 행정학 석사 졸업

## 경력
- 영양군청 산업과
- 영양군청 보건소
- 영양군청 내무과
- 경북도청 도시과
- 경북도청 총무과
- 2004.01 ~ 2006.01 경상북도 고령군 개진면 면장
- 2008.10 ~ 2012.07 경상북도청 예산담당관실 예산총괄사무관
- 2012.07 ~ 2013.01 경상북도청 체육진흥과장
- 2014.01 ~ 2015.07 경상북도청 안전정책과장
- 2015.07 ~ 2016.06 경상북도청 문화예술과장
- 2016.06 ~ 2017.09 경상북도 청송군 부군수
- 경북대학교 행정대학원 총동창회 부회장
- 국민의힘 중앙위원회 상임고문
- 국민의힘 영양군 당협부위원장
- 영천시 장애인종합복지관장
- (재)대구 영양군 향우회장
- 영천시 사회복지협의회 회장
- 윤석열 대통령 후보 경상북도 영양군 선대위 유세 본부장
- 2022.07 ~ 2023.09 제12대 경상북도의회 의원
- 2022.07 ~ 2023.09 제12대 경상북도의회 전반기 농수산위원회 위원
- 제12대 경상북도의회 제9기 정책연구위원회 위원
- 제12대 경상북도의회 지방소멸대책특별위원회 위원

## 수상
- 국무총리 표창
- 대통령 2회 표창
- 글로벌경제문화발전대상 "대한민국 지방자치행정부문 대상"
- 한국을 빛낸 사람들 대상 "지역행정발전공로 대상"

## 의원직 사퇴
- 2023년 9월 14일 업자들에게 불법 선거자금 1억원 받은 경북도의원 구속

## 역대 선거 결과
|  | 45.78% |

|  | 53.83% |